# 2024年元朗大棠山火

火災現場

2024年12月28日下午2時49分，香港元朗大棠發生山火，政府飛行服務隊及香港消防處參與滅火。12月29日下午4时17分，山火被救熄，無人受傷。

## 事件背景
12月28日凌晨6時，香港天文台發出紅色火災危險警告，表示火災危險性甚高。當日天氣乾燥且風力較大，風速達強風程度，令山火迅速蔓延。

## 事件經過
12月28日下午2時49分起，香港警方及消防處陸續接獲報案，指大棠有機生態園及荔枝莊對開山頭發生山火。火乘風勢，迅速蔓延，一度逼近民居。現場濃煙瀰漫，山腰及山頂位置均受山火影響。当时共有兩條火線，當晚分別長约50米及200米（一說100米），政府飞行服务队出动直升机，向火场投掷水弹，而消防处亦使用背泵、山火拍等工具救火。
晚上8時01分，香港消防處發出特別通知：
|  | 電台及電視台當值宣布員注意，請盡快播出以下信息，並適時重播： 元朗大棠一帶今日（十二月二十八日）下午二時四十九分發生山火，消防處正進行滅火行動。 市民請盡快離開受火警事故影響的地區，附近行山人士及露營人士請保持鎮定。 |

山火连夜灼烧，深夜11時左右，火線仍有約150米長。29日凌晨3时，火线缩至约100米。当日早晨，两条火线均缩短至50米左右。当日中午，其中一条火线被扑灭。下午2时左右，剩余的一条火线缩短至30米长。下午4时17分，山火被救熄，无受傷報告。